# Reggiana Calcio Femminile 2015-2016
Questa voce raccoglie le informazioni riguardanti l'Associazione Sportiva Dilettantistica Reggiana Calcio Femminile nelle competizioni ufficiali della stagione 2015-2016.

## Divise e sponsor
La tenuta riproponeva lo schema già utilizzato dalla Reggiana maschile, ovvero completo granata per la prima e completamente bianca, o con calzettoni granata, per la seconda.
|  | 1ª divisa |  | 2ª divisa |

## Organigramma societario
Tratto dal sito Football.it.
Area amministrativa
- Presidente: Elisabetta "Betty" Vignotto
- Vicepresidente:
- Segretario generale:

Area tecnica
- Allenatore: Federica D'Astolfo
- Allenatore in seconda:

## Rosa
Rosa e ruoli tratti dal sito Football.it.
| N. |                   | Ruolo | Calciatrice        |
| -- | ----------------- | ----- | ------------------ |
|    | Italia (bandiera) | P     | Francesca Ierardi  |
|    | Italia (bandiera) | P     | Alice Lugli        |
|    | Italia (bandiera) | P     | Laura Trouchè      |
|    | Italia (bandiera) | D     | Giulia Bursi       |
|    | Italia (bandiera) | D     | Ginevra Costantino |
|    | Italia (bandiera) | D     | Paola Gobbi        |
|    | Italia (bandiera) | D     | Greta Maretti      |
|    | Italia (bandiera) | D     | Elisa Prati        |
|    | Italia (bandiera) | D     | Rebecca Poluzzi    |
|    | Italia (bandiera) | C     | Benedetta Brignoli |
|    | Italia (bandiera) | C     | Jessica Castagneti |
|    | Italia (bandiera) | C     | Giorgia Cocconi    |

| N. |                    | Ruolo | Calciatrice            |
| -- | ------------------ | ----- | ---------------------- |
|    | Italia (bandiera)  | C     | Martina Corradini      |
|    | Italia (bandiera)  | C     | Giulia Galvani         |
|    | Albania (bandiera) | C     | Atdhetare Halitjaha    |
|    | Italia (bandiera)  | C     | Sara Tardini           |
|    | Italia (bandiera)  | C     | Eleonora Virgili       |
|    | Italia (bandiera)  | A     | Giusy Faragò           |
|    | Italia (bandiera)  | A     | Francesca Imprezzabile |
|    | Italia (bandiera)  | A     | Sara Orlandini         |
|    | Italia (bandiera)  | A     | Benedetta Orsi         |
|    | Italia (bandiera)  | A     | Alessandra Sacchi      |
|    | Spagna (bandiera)  | A     | Balda Zubiri Olaia     |

## Calciomercato

### Sessione estiva
| Acquisti | Acquisti               | Acquisti | Acquisti   |
| R.       | Nome                   | da       | Modalità   |
| -------- | ---------------------- | -------- | ---------- |
| A        | Francesca Imprezzabile | Brescia  | definitivo |

|  |

### Sessione invernale
| Acquisti | Acquisti           | Acquisti | Acquisti   |
| R.       | Nome               | da       | Modalità   |
| -------- | ------------------ | -------- | ---------- |
| A        | Balda Zubiri Olaia | Tolosa   | svincolata |

## Risultati

### Serie B

#### Girone di andata
| Arbitro: | Tommaso Zamagni (Cesena) |

|                                      |           |                      |
| Orlandini 8’, 64’ Bursi 36’ Orsi 74’ | Marcatori | 9’, 16’, 60’ Filippi |

| Arbitro: | Massimiliano Lombardelli (Torino) |

|            |           |                      |
| Pisano 91’ | Marcatori | 71’ (rig.) Corradini |

| Arbitro: | Emanuele Frascaro (Firenze) |

|             |           |                           |
| Tardini 17’ | Marcatori | 64’ (aut.) Prati 86’ Cama |

| Arbitro: | Alessandro Calefati (Saronno) |

|                   |           |               |
| Ponzio 47’ (rig.) | Marcatori | 15’ Orlandini |

#### Girone di ritorno
| Arbitro: | Luca Noè Marseglia (Milano) |

|                    |           |               |
| Filippi 33’ (rig.) | Marcatori | 54’ Corradini |

| Arbitro: | Raimondo Borriello (Arezzo) |

|             |           |                         |
| Tardini 30’ | Marcatori | 17’ Rigolino 54’ Arroyo |

| Arbitro: | Emanuele Renzullo (Torre del Greco) |

|                                          |           |  |
| Cama 15’ Errico 17’ Spanu 38’ Cerato 77’ | Marcatori |  |

| Arbitro: | Senthuran Lingamoorthy (Genova) |

|                  |           |                                       |
| Imprezzabile 21’ | Marcatori | 16’ Guidi 19’ Nicole 90+2’ Venturelli |

| Arbitro: | Ruggiero Repetto (Chiavari) |

|             |           |                              |
| Vancini 38’ | Marcatori | 80’ Imprezzabile 89’ Tardini |

| Arbitro: | Davide Faraon (Conegliano) |

|                                       |           |                                                          |
| Orlandini 8’ Faragò 12’ Corradini 29’ | Marcatori | 20’, 49’, 75’ Ponzio 53’ Di Piero 65’ Levis 90’ Barberis |

### Coppa Italia

#### Turno preliminare
Triangolare E
| Arbitro: | Fabian Brognati (Ferrara) |

|                                             |           |               |
| Filippi 45’, 89’ Ceppari 35’ Giovannini 86’ | Marcatori | 83’ Orlandini |

| Arbitro: | Tommaso Righi (Bologna) |

|          |           |                                                                                   |
| Orsi 55’ | Marcatori | 5’, 13’, 37’, 38’ Piemonte 33’ Longato 34’ Galletti 47’, 72’ Baldini 62’ Principi |

## Statistiche

### Statistiche di squadra
| Competizione | Punti | In casa | In casa | In casa | In casa | In casa | In casa | In trasferta | In trasferta | In trasferta | In trasferta | In trasferta | In trasferta | Totale | Totale | Totale | Totale | Totale | Totale | DR  |
| Competizione | Punti | G       | V       | N       | P       | Gf      | Gs      | G            | V            | N            | P            | Gf           | Gs           | G      | V      | N      | P      | Gf     | Gs     | DR  |
| ------------ | ----- | ------- | ------- | ------- | ------- | ------- | ------- | ------------ | ------------ | ------------ | ------------ | ------------ | ------------ | ------ | ------ | ------ | ------ | ------ | ------ | --- |
| Serie B      | 19    | 11      | -       | -       | -       | -       | -       | 11           | -            | -            | -            | -            | -            | 22     | 5      | 4      | 13     | 32     | 53     | -21 |
| Coppa Italia | -     | 1       | 0       | 0       | 1       | 1       | 9       | 1            | 0            | 0            | 1            | 1            | 4            | 2      | 0      | 0      | 2      | 2      | 13     | -11 |
| Totale       | -     | 12      | -       | -       | -       | -       | -       | 12           | -            | -            | -            | -            | -            | 24     | 5      | 4      | 15     | 34     | 66     | -32 |

### Statistiche delle giocatrici
| Giocatore       | Serie B  | Serie B | Serie B     | Serie B    | Coppa Italia | Coppa Italia | Coppa Italia | Coppa Italia | Totale   | Totale | Totale      | Totale     |
| Giocatore       | Presenze | Reti    | Ammonizioni | Espulsioni | Presenze     | Reti         | Ammonizioni  | Espulsioni   | Presenze | Reti   | Ammonizioni | Espulsioni |
| --------------- | -------- | ------- | ----------- | ---------- | ------------ | ------------ | ------------ | ------------ | -------- | ------ | ----------- | ---------- |
| B. Brignoli     | 12       | 0       | 0           | 0          | ?            | ?            | ?            | ?            | 12+      | 0+     | 0+          | 0+         |
| G. Bursi        | 21       | 1       | 1           | 0          | ?            | ?            | ?            | ?            | 21+      | 1+     | 1+          | 0+         |
| J. Castagneti   | 17       | 0       | 1           | 0          | ?            | ?            | ?            | ?            | 17+      | 0+     | 1+          | 0+         |
| G. Cocconi      | 4        | 0       | 0           | 0          | ?            | ?            | ?            | ?            | 4+       | 0+     | 0+          | 0+         |
| M. Corradini    | 22       | 8       | 3           | 0          | ?            | ?            | ?            | ?            | 22+      | 8+     | 3+          | 0+         |
| G. Costantino   | 21       | 0       | 2           | 0          | ?            | ?            | ?            | ?            | 21+      | 0+     | 2+          | 0+         |
| G. Faragò       | 20       | 1       | 2           | 0          | ?            | ?            | ?            | ?            | 20+      | 1+     | 2+          | 0+         |
| G. Galvani      | 4        | 0       | 0           | 0          | ?            | ?            | ?            | ?            | 4+       | 0+     | 0+          | 0+         |
| P. Gobbi        | 3        | 0       | 0           | 1          | ?            | ?            | ?            | ?            | 3+       | 0+     | 0+          | 1+         |
| A. Halitjaha    | 21       | 0       | 3           | 1          | ?            | ?            | ?            | ?            | 21+      | 0+     | 3+          | 1+         |
| F. Ierardi      | 6        | -12     | 0           | 0          | ?            | ?            | ?            | ?            | 6+       | -12+   | 0+          | 0+         |
| F. Imprezzabile | 18       | 2       | 1           | 0          | ?            | ?            | ?            | ?            | 18+      | 2+     | 1+          | 0+         |
| A. Lugli        | 17       | -41     | 0           | 0          | ?            | ?            | ?            | ?            | 17+      | -41+   | 0+          | 0+         |
| G. Maretti      | 5        | 0       | 0           | 0          | ?            | ?            | ?            | ?            | 5+       | 0+     | 0+          | 0+         |
| S. Orlandini    | 22       | 9       | 1           | 0          | ?            | 1            | ?            | ?            | 22+      | 10     | 1+          | 0+         |
| B. Orsi         | 20       | 3       | 0           | 0          | ?            | 1            | ?            | ?            | 20+      | 4      | 0+          | 0+         |
| E. Prati        | 17       | 0       | 1           | 0          | ?            | ?            | ?            | ?            | 17+      | 0+     | 1+          | 0+         |
| R. Poluzzi      | 14       | 2       | 2           | 0          | ?            | ?            | ?            | ?            | 14+      | 2+     | 2+          | 0+         |
| A. Sacchi       | 8        | 0       | 1           | 0          | ?            | ?            | ?            | ?            | 8+       | 0+     | 1+          | 0+         |
| S. Tardini      | 22       | 4       | 1           | 0          | ?            | ?            | ?            | ?            | 22+      | 4+     | 1+          | 0+         |
| L. Trouchè      | 1        | -0      | 0           | 0          | ?            | ?            | ?            | ?            | 1+       | 0+     | 0+          | 0+         |
| E. Virgili      | 1        | 0       | 0           | 0          | ?            | ?            | ?            | ?            | 1+       | 0+     | 0+          | 0+         |
| B. Zubiri Olaia | 5        | 0       | 0           | 0          | ?            | ?            | ?            | ?            | 5+       | 0+     | 0+          | 0+         |